# Хладил, Милан
Милан Хладил (чеш. Milan Chladil; 8 февраля 1931 Брно — 28 июня 1984 Прага) — чешский певец.

## Биография
Родился 8 февраля 1931 года в городе Чехии Брно. Его отец был портным, и хотел чтобы сын также освоил его ремесло. в 1949 по 1954 начинал карьеру певца в оркестре Эрика Книрша в Брно. Позже пошел в консерваторию в Брно где учился вокалу, позже переехал в Прагу где и окончил Пражскую консерваторию в 1957 году. После окончания консерватории брал частные уроки вокала у Константина Каренина.
В 1956 году некоторое время пел в джаз-бэнде Камиля Халы, в том же году присоединился к оркестру Карела Влаха, где был ведущим солистом вместе с Иветтой Симоновой. Наиболее успешные песни для дуэта «O nás dvou», «My dva a čas», «Sladké hlouposti», «Až na severní pól nebo» и «Sentimentální». Он проработал в этом оркестре 28 лет. Сотрудничество с Карелом Влахой принес 350 записей различного жанра песен, а также множество песен для Чехословацкого радио и телевиденья. Помимо основного оркестра, он выступал с другими различными танцевальными оркестрами например: с Танцевальным оркестром Чехословацкого радио, Оркестром Чехословацкого телевидения или Оркестром Вацлава Гибша. Кроме того, он выступал со своей собственной группой. Он также нашел свое место в качестве певца мюзиклов и оперетт, особенно в музыкальном театре «Karlín». В 1964 году он занял второе место после Карела Готта в опросе «Zlatý slavík».
Среди его увлечений также был спорт. Он играл в первой лиге баскетбола в Брно, а также играл в футбол, волейбол, нетбол и теннис. Он был болельщиком пражской «Slavia». Как и Карел Влах, он владел коллекцией перьевых ручек. Так же его хобби было шитье — по неподтвержденным данным, он даже появлялся в костюмах, которые сшил сам. У него и его жены Анны родилась дочь Александра.
Умер он в 1984 году по дороге домой от инфаркта миокарда с выступления в Кашперских горах.

## Известные песни
- Až na severní pól
- Dívka, jež prodává růže
- Chtěl bych mít kapelu (také jako půvabná filmová píseň)
- Je krásné lásku dát
- Je nás jedenáct
- Té, kterou mám rád
- Teď už je ráno
- Toulavá
- Ulice, kde bydlíš ty
- Vždyť je léto
- Granada

## Дискография

### Грампластинки
- ys to hochu všechno spískal — Yvetta Simonová Kdo chce lásku dát — Milan Chladil — Supraphon, SP
- Znám jednu zemi — Milan Chladil/Neberou — Karel Štědrý — Supraphon, SP
- Přijď k nám Dolly — Milan Chladil/Zavři oči — Yvetta Simonová — Supraphon, SP
- Amore, amore — Milan Chladil, Yvetta Simonová/Pražská děvčata — Waldemar Matuška- Supraphon, SP
- Bílá růže — Milan Chladil/Náramek — Helena Vondráčková — Supraphon, SP
- Moje Kakaové baby — Milan Chladil/Mít rád — Jiří Popper — Supraphon, SP (Pozn. Karel Vlach se svým orchestren)
- Pigalle — Milan Chladil/Trošku jiná — Jarmila Veselá — Supraphon, SP
- Létat a zpívat (Volare) — Milan Chladil/Přísahám, že tě mám rád (With All My Heart) — Rudolf Cortés — Supraphon, SP
- 1960 Milan Chladil — Snění, to pro mě není / Judita Čeřovská — Slib že sejdem se /druhá strana: Pavlína Filipovská — Nej, nej, nej…/ Josef Zíma — Kytička fialek — Supraphon, SP
- 1964 Volání divokých husí — Supraphon papierové LP
- 1965 U Kokořína — Milan Chladil a Jaromír Mayer/ Práskni do koní — Jaromír Mayer — Supraphon, SP
- 1965 Přijď k nám, Dolly — Milan Chladil /Zavři oči — Yvetta Simonová — Supraphon, SP
- 1965 Jipi Jou — Milan Chladil/Láska není kvíz — Pavlína Filipovská — Supraphon, SP
- 1966 Ačkoli — Yvetta Simonová a Milan Chladil/Polibek visí na vlásku — Judita Čeřovská — Supraphon, SP
- 1966 Pohádka o konvalinkách — Yvetta Simonová a Milan Chladil/Tichý kout — Josef Zíma — Supraphon, SP
- 1967 Její láska — Jaromír Mayer/Už se cítím líp — Milan Chladil — Supraphon, SP
- 1967 Měsíc mi nedá spát — Milan Chladil/Sbohem smutku — Václav Neckář — SP
- 1967 Její láska — Jaromír Mayer/Už se cítím líp — Milan Chladil — Supraphon, SP
- 1968 Jen račte dál — Supraphon
- 1969 Kachňátko — Milan Chladil/Už je se vším amen — Milan Chladil — Supraphon, SP
- 1969 Matylda — Milan Chladil/Pohrdám — Milan Chladil — Supraphon, SP
- 1969 Jen račte dál — Supraphon
- 1970 Milan Chladil — Supraphon (Pozn. Milan Chladil — Zpěvák Supraphonu)
- 1970 Za rok se vrátím — Milan Chladil/Není, není ještě květen — Milan Chladil — Supraphon, SP
- 1971 San Berdnadino — Milan Chladil/Rád sázku vzdám — Milan Chladil — Supraphon, SP
- 1972 Lásko, lásko odvátá — Milan Chladil/Tvá ústa medová — Milan Chladil — Supraphon, SP
- 1972 Žena sem, žena tam — Milan Chladil/Milan Chladil — A ještě víc — SP
- 1972 Vítr, déšť a já — Milan Chladil/Pro tebe — Milan Chladil — Supraphon, SP
- 1972 Pujdu za tebou — Supraphon , SP
- 1975 Milan Chladil — Supraphon 1931-19 Milan Chladil
- 1984 Za rok se vrátím…
- 1984 Milan Chladil — Supraphon Granada / Je krásné lásku dát / Za rok se vrátím / Té, kterou mám rád (EP)

### CD
- 1995 Ať hudba dále zní (20x) — Sony Music/Bonton (Pozn. 20x Milan Chladil — Ať hudba dále zní)
- 1999 Jako tenkrát 20x — Sony BMG Music (Pozn. 20x Milan Chladil — Jako tenkrát)
- 2000 Hity Milana Chladila — Český Rozhlas
- 2000 Chtěl bych mít kapelu
- 2004 Ať hudba dále zní (20x) — Bonton (Pozn. 20x Milan Chladil — Ať hudba dále zní — reedice z roku 1995)
- 2005 Lásko, lásko odvátá — FR Centrum